# Psathyropus cingulata
Psathyropus cingulata is een hooiwagen uit de familie Sclerosomatidae.